# 摄影博客

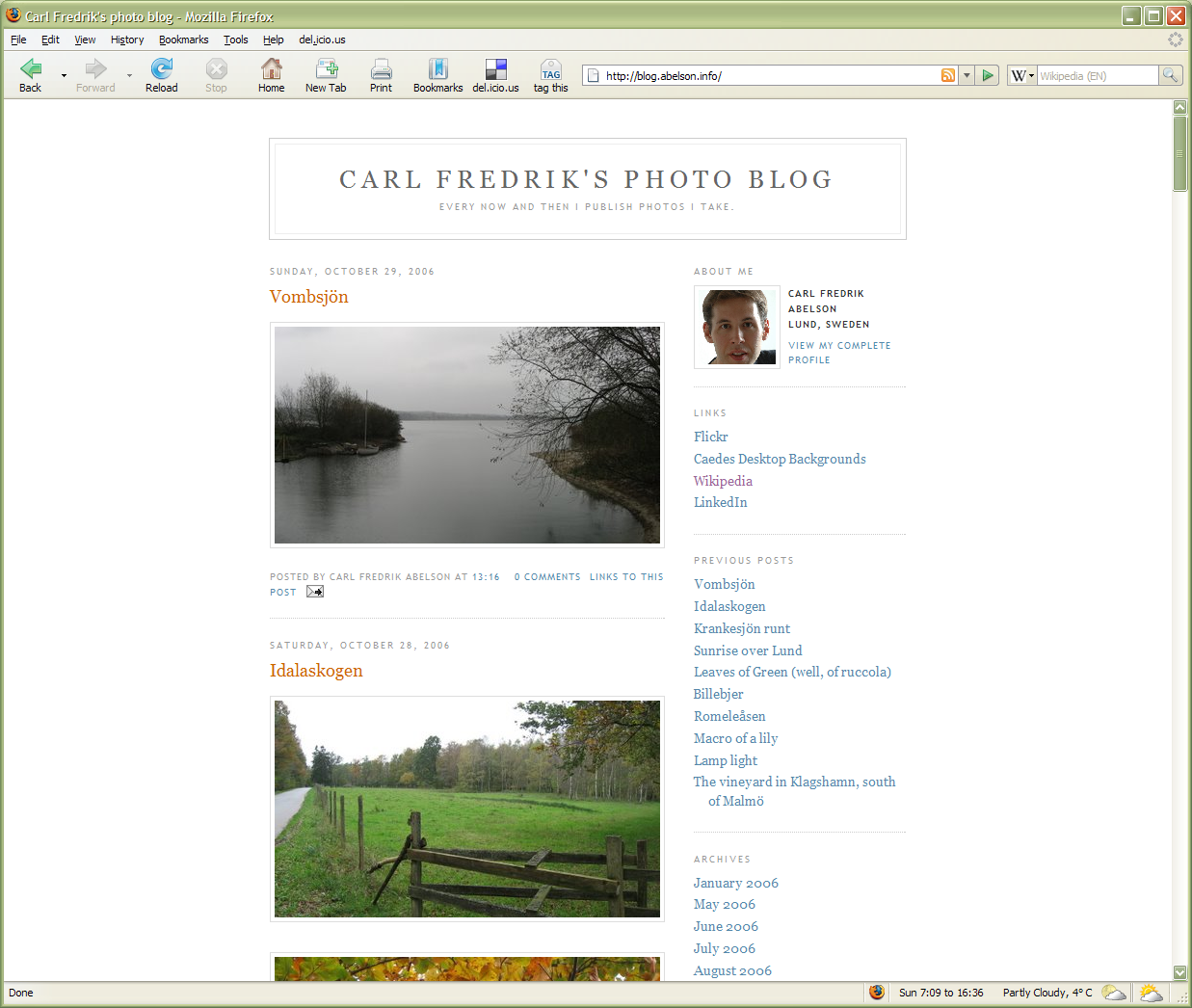
典型摄影博客

摄影博客（或Photolog）是以博客形式分享、发布图片。与博客不同，图片博客主要内容是博主发布的图片而非文字。随着移动博客和有摄影功能的手机出现，摄影博客在2000年初得到了发展。 

## 搭建摄影博客
目前流行的摄影博客搭建方式有三种：
1. 个人域名的照片博客
2. 博客托管服务（WordPress或Blogger）的照片博客
3. 公开照片博客服务商，如Fotolog或Flickr。[1]

博客的动态发布特点意味着，摄影博客也需要实现某种形式的内容管理系统（CMS）为博主提供内容上传与管理的Web服务（而不是使用手工修改代码来管理页面内容）。CMS将博主写作的内容转换为标准博客格式向浏览者展示。一般的摄影博客不设置访问控制，能够链接互联网并使用Web浏览器的用户都能够访问博客。为了有针对性的对图片类型博客进行优化，某些现存的博客CMS支持使用插件或直接重构了核心代码来实现兼容文本博客与摄影博客的需求。例如，摄影博客作者可能会限制他的博客每天只显示一篇博文（文本博客一般没有这种限制）或是在博文预览时放置缩略图（而不是文本博客常用的显示文章摘要）。后来，开发人员编写了专门用于摄影博客的CMS。 
Flickr和Fotolog之类的图像分享服务商也会提供应用程序接口（API）来允许其他博客系统显示其平台上的图像，方便站长构建自己的网站。 
好的摄影博客平台还包括解析相机元数据（Exif）的功能，可用于显示、分享照片的相机设置。 

## 发展
早期，搭建摄影博客要求站长具备一定的网站编写能力来为自己的博客安装CMS（如Pixelpost或Picoplog）、设置伺服器。而现在网络上已经出现了大量开箱即用的摄影博客托管服务，它们为博主提供现成解决方案，使普通人也能轻易搭建自己的摄影博客。 
然而，有博主为了完全控制自己的博客（如显示风格、用戶介面等），仍然喜欢自己搭建整套系统。  
随着数码相机和智能手机发展，作者可以更直接方便用智能裝置将作品上传网络。而以图画为主的博客则使得文化水平较低或不具备多语言能力的人也能为国际互联网提供有意义的资料。图片云服务成了数字文化发展的强劲动力。